# Oasi Dune di Tirrenia
L'Oasi dune di Tirrenia è un'area naturale protetta istituita nel maggio del 1997 per iniziativa del WWF Toscana, in collaborazione con il Comune di Pisa, il Parco naturale di Migliarino, San Rossore, Massaciuccoli e la Provincia di Pisa, in una zona del litorale pisano presso Tirrenia che presenta un rigoglioso sviluppo di macchia mediterranea e pini marittimi che si sono avvantaggiati della disponibilità di luce e spazi determinata da un incendio avvenuto all'inizio degli anni novanta.
L'area è nella zona esterna del Parco naturale di Migliarino, San Rossore, Massaciuccoli. Il WWF di Pisa gestisce anche l'Oasi Bosco di Cornacchiaia.

## Flora

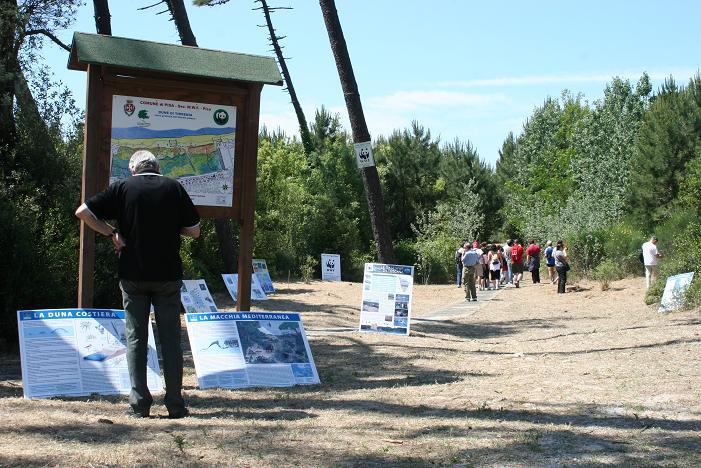
Ingresso dell'Oasi a Tirrenia

Nella fascia vicino al mare ritroviamo la tipica vegetazione psammofila, elemento di fondamentale importanza in spiagge dove lo sviluppo balneare ha spesso distrutto ogni forma di flora spontanea. Vicino al lungomare sussistono frammenti di bosco risparmiati dal fuoco dove vegetano alcuni animosi lecci che costituiscono preziose tracce dell'antica lecceta diffusa nella costa toscana prima dell'impianto delle pinete. L'area ha un'estensione di circa 24 ettari ed è attraversata da alcuni stradelli che conducono alla spiaggia, in parte libera ed in parte occupata da stabilimenti balneari. Le dune costiere ed i camminamenti sono dotati di barriere protettive in legno e di tabelle che illustrano le caratteristiche naturali ed invitano al rispetto dell'ambiente. Ci sono anche alcuni sentieri adatta alla visita guidata e naturalistica, corredati da cartelli botanici. Fra le essenza mediterranee presenti ricordiamo il ginepro coccolone, l'alaterno, la ginestra, la fillirea, il corbezzolo, il leccio, la dafne e lo smilace. Sono presenti giovani pini marittimi rinati dopo l'incendio, qualche piccolo esemplare di pino d'aleppo e qualche ontano.
Fra le specie psammofile il giglio di mare, l'elicriso, l'euforbia delle spiagge, la calcatreppola, la carota di mare, l'erba medica marina, l'ammofila e la preziosa verga d'oro delle spiagge (Solidago litoralis), endemismo dei litorali toscani settentrionali. Nell'area è presente un'altra pianta rara, la periploca greca, di aspetto molto simile alle liane tropicali; essa ha proprio nel Parco naturale di Migliarino, San Rossore, Massaciuccoli la più importante fra le pochissime stazioni dell'Italia. Nell'area di Tirrenia è facile trovarla in piccole depressioni fra le dune, ove vegetano anche giunchi, cannucce e altre specie igrofile.

## Fauna
Per quanto riguarda l'avifauna sono stati individuati a seguito di vari censimenti esemplari appartenenti alle seguenti specie: colombaccio (Columba palumbus), picchio verde (Picus viridis), picchio rosso maggiore (Dendrocopos major), rondine (Hirundo rustica), scricciolo (Troglodytes troglodytes), pettirosso (Erithacus rubecula), usignolo (Luscinia megarhynchos), merlo (Turdus merula), capinera (Sylvia atricapilla), occhiocotto (Sylvia melanocephala), usignolo di fiume (Cettia cetti), fiorrancino (Regulus ignicapillus), cinciallegra (Parus major), rigogolo (Oriolus oriolus), fringuello (Fringilla coelebs), cardellino (Carduelis carduelis), verdone (Carduelis chloris), verzellino (Serinus serinus), Passera d'Italia (Passer italiae), cornacchia grigia (Corvus cornix), e tortora dal collare orientale (Streptopelia decaocto).
Nel 2010 inoltre sono stati posizionati all'interno dell'oasi circa 30 nidi per pipistrelli con lo scopo di censire le specie di chirotteri presenti e anche di dare loro un rifugio
Tra i mammiferi presenti troviamo il coniglio selvatico, lo scoiattolo e la volpe.

## Interventi e problematiche
I pini nati a seguito dell'incendio sono molto fitti e numerosi tanto da impedire talvolta lo sviluppo della pianta stessa e la crescita di altre specie arboree tipiche del luogo. Per questo motivo si è reso necessario un intervento di sfoltimento onde permettere lo sviluppo delle altre piante; tuttavia la mancanza di fondi ha limitato l'intervento a poche aree mirate, nonostante tali interventi siano necessari in gran parte dell'oasi.
Negli anni alcuni stabilimenti balneari adiacenti si sono resi responsabili di episodi di cementificazione o abuso edilizio più o meno rilevanti all'interno dell'area protetta. In particolare nel 2004 un'ampia porzione di una delle dune è stata completamente sbancata con l'intento di crearvi un accesso per uno stabilimento balneare. Il fatto è stato rilevato da parte delle guardie giurate del Wwf che hanno sporto denuncia anche contro due operatori del suddetto stabilimento, colpevoli di aggressione verbale e fisica in occasione del sopralluogo effettuato dall'associazione ambientalista.
Nel 2011 a distanza di 6 anni il Tribunale di Pisa condanna gli operatori dello stabilimento balneare a risarcire i danni morali e materiali provocati.

## Accessi
L'accesso pedonale all'area protetta WWF sulle dune di Tirrenia è libero, naturalmente attenendosi alle indicazioni esposte nelle tabelle e cartelli indicatori. Inoltre nel corso degli anni all'interno dell'oasi è stato creato un percorso per disabili, ulteriormente prolungato nel 2011.

## Attività
Nel corso dell'anno vi si svolgono delle periodiche manifestazioni di pulizia alle quali, oltre agli operatori del WWF, partecipano decine di volontari.